# Корональна діра

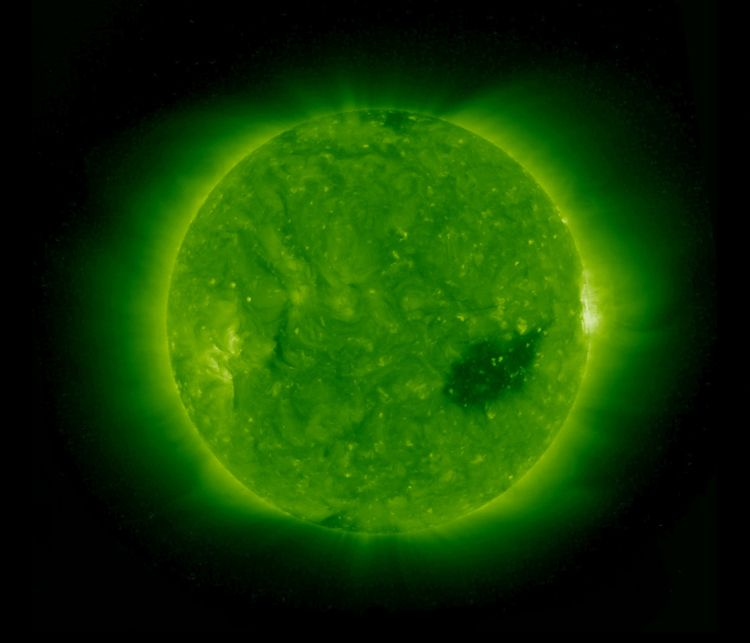
Корональна діра, зафіксованою місією STEREO 25 травня 2007 року

Корональні діри — області у сонячній короні, де знижена густина та температура плазми. Як правило, густина в таких областях приблизно в сто разів менша, ніж у звичайних областях корони. Поява корональних дір фіксується за допомогою зображень, отриманих у рентгенівському діапазоні за допомогою супутників. 
Появу корональних дір пов'язують з періодом ремісії — часом мінімальної сонячної активності. Корональні діри є важливим елементом сонячно-земної фізики. Ці діри призводять до різних ефектів космічної погоди, зокрема вони приводять до зміни геомагнітної активності. Часто корональні діри є основним чинником, що впливає на іоносферу та магнітне поле Землі. Розташовані вони зазвичай у полярних районах Сонця, проте в період максимуму можуть спостерігатися на всіх широтах.